# Монтроз
Монтро́з (англ. Montrose, шотл. Montrose, шотл. гел. Monadh Rois) — місто на північному сході Шотландії, в області Ангус.
Населення міста становить 10 830 осіб (2006).